# 30211 Sheilah
30211 Sheilah è un asteroide della fascia principale. Scoperto nel 2000, presenta un'orbita caratterizzata da un semiasse maggiore pari a 2,2607952 UA e da un'eccentricità di 0,1297940, inclinata di 6,77111° rispetto all'eclittica.